# Zó
Crisóstomo Antônio Lima, (Xique-Xique, 11 de novembro de 1967), mais conhecido como Zó, é um político brasileiro,atualmente exerce o cargo de Deputado estadual pela Bahia, filiado ao PCdoB.
Vereador por três mandatos da cidade de Juazeiro, Anunciou sua pré-candidatura as prévias da candidatura oficial da Federação Brasil da Esperança à prefeitura do município baiano em 2024, na qual concorre com o também parlamentar Roberto Carlos, do Partido Verde.